# Ľudmila Podjavorinská
Ľudmila Podjavorinská, cunoscută sub pseudonimul Ľudmila Riznerová, (n. 26 aprilie 1872, Bzince pod Javorinou, Trenčiansky kraj, Slovacia – d. 2 martie 1951, Nové Mesto nad Váhom, Trenčiansky kraj, Slovacia) a fost o scriitoare slovacă considerată a fi prima poetă importantă pentru țara ei, dar cea mai cunoscută pentru cărțile pentru copii. Ea a scris sub diverse pseudonime, printre care Božena, Damascena, Ľ. Šeršelínová, Ľ. Špirifangulínová, Ľudka și Ľudmila. 
Fiica lui Karol Rizner, profesoară, s-a născut în satul Bzince pod Javorinou. Unchiul său, Ľudovít Rizner, a încurajat-o să depună prima lucrare scrisă la ziare. Podjavorinská a avut ca mentori trei scriitori contemporani: Terézia Vansová, Elena Maróthy-Šoltésová și Božena Slančíková. A contribuit la diverse periodice slovace și a tradus poezii ruse în limba slovacă.
A rămas în orașul său natal până în 1910, când s-a mutat la Nové Mesto nad Váhom. Pentru o perioadă scurtă de timp, în jurul anului 1918, ea a fost reprezentanta oficială pentru districtul Crucii Roșii. Podjavorinská a fost membru al Zivenei, prima organizație a femeilor din Slovacia. În 1947, a fost numită Artist Național pentru Cehoslovacia.
Podjavorinská a murit la Nové Mesto nad Váhom la vârsta de 78 de ani.
O planetă minoră a fost numită Podjavorinská în onoarea ei.

## Lucrări (selecție)[4][5]
- Z vesny života, poezie (1895)
- V otroctve („În sclavie”), roman (1905)
- Žena („Femeie”), roman (1909)
- Kytka veršov pre slovenské dietky („Un buchet de poezii pentru copii slovaci”), poezii pentru copii (1920)
- Balady („Balade”), poezie (1930)
- Veršíky pre maličké (poezii pentru copii) (1930)
- Medový hrniec („Borcan de miere”), poezii pentru copii (1930)
- Baránok boží („Mielul lui Dumnezeu”), proză pentru copii (1932)
- Klásky („Urechi de cereale”), poezii pentru copii (1947)